# سليمان باشا الجليلي
سليمان باشا ابن أمين بن حسين الجليلي الموصلي (1152 - 1211 هـ / 1740 - 1796 م) هو أحد ولاة بني عبد الجليل في الموصل.
ولى الموصل سنة 1186 هـ ونقل إلى كركوك ثم إلى ولاية سيواس ثم إلى قبرص، وأعيد بعدها إلى الموصل. استقال فيها ولزم بيته إلى أن توفي.

## المصدر
1. ↑  الزركلي، خير الدين (أيار 2002 م). الأعلام - ج 3 (ط. الخامسة عشر). بيروت: دار العلم للملايين. ص. 122. مؤرشف من الأصل في 2019-12-08. {{استشهاد بكتاب}}: تحقق من التاريخ في: |سنة= (مساعدة)